# Oisillon
Ne doit pas être confondu avec l'oison, le juvénile de l'oie.
Un oisillon est un juvénile récemment éclos de tout type d'oiseau. Ce terme est issu de l'ancien français oisel (« oiseau »), qui dérive lui-même du latin aucellus (« petit oiseau »), avec le suffixe diminutif « -illon ». On distingue deux types d'oisillons à l'éclosion : ceux des espèces nidicoles naissent généralement nus et aveugles, et sont incapables de se nourrir et de se déplacer seuls, ceux des espèces nidifuges sont souvent couverts de duvet et capables de quitter le nid à la naissance.

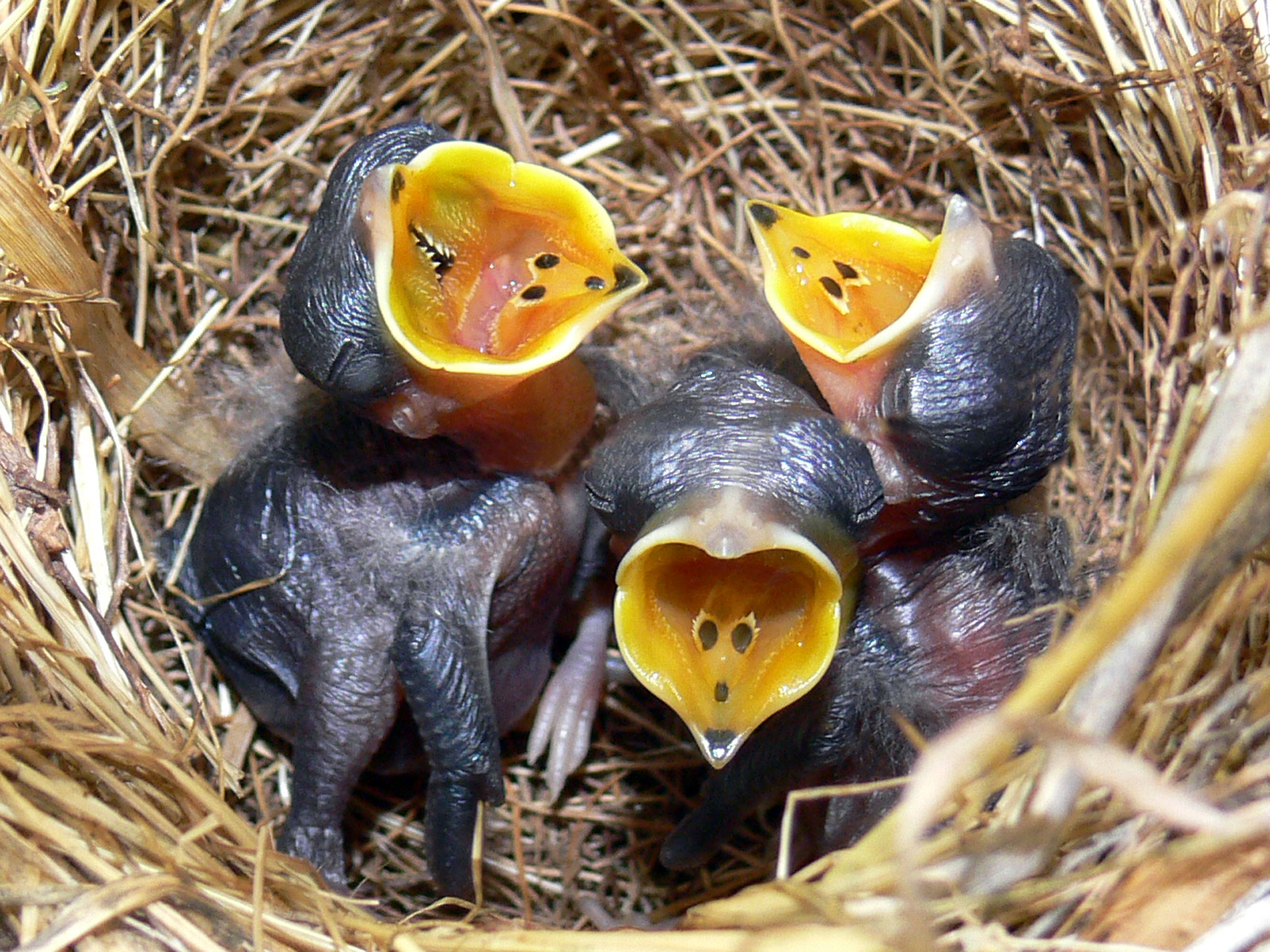
Des oisillons de Pipit austral (Anthus australis), qui sont nidicoles.
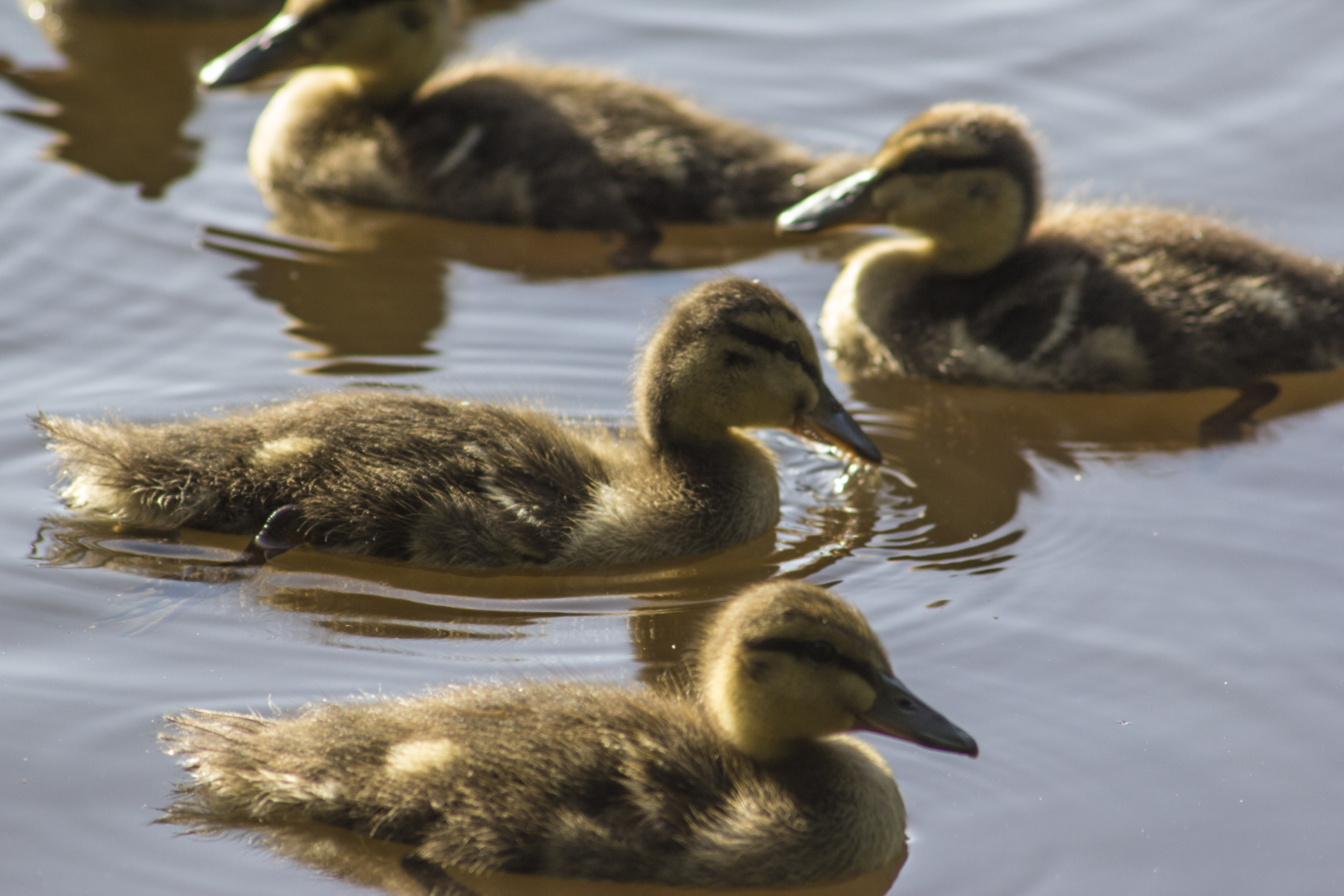
Des canetons de Canard colvert (Anas platyrhynchos), qui sont nidifuges.